# Payam Air
Payam Air es una aerolínea de carga con base en Teherán, Irán. Opera servicios de carga para el servicio postal, de telecomunicaciones y comercial iraní. Su base principal es el Aeropuerto Internacional de Mehrabad, Teherán.
La aerolínea fue fundada en 1996 y es propiedad de la empresa estatal National Post Company of the Islamic Republic of Iran (100%). Tiene 245 empleados (en marzo de 2007).

## Flota

### Flota actual
La flota de Payam Air incluye las siguientes aeronaves:
| Aeronaves                   | En servicio | Pedidos | Configuración                                      | Matrículas                                         | Antigüedad                                         |
| --------------------------- | ----------- | ------- | -------------------------------------------------- | -------------------------------------------------- | -------------------------------------------------- |
| Embraer EMB 110 Bandeirante | 2           | —       | Carga                                              | EP-TPG                                             | 43 años                                            |
| Embraer EMB 110 Bandeirante | 2           | —       | Carga                                              | EP-TPA                                             | 42 años                                            |
| Total                       | 2           | —       | Edad media de la flota (julio de 2025): 42,5 años. | Edad media de la flota (julio de 2025): 42,5 años. | Edad media de la flota (julio de 2025): 42,5 años. |

### Flota histórica
| Aeronaves      | Total | Introducido | Retirado | Matrículas                                      |
| -------------- | ----- | ----------- | -------- | ----------------------------------------------- |
| Antonov An-26  | 1     | 1996        | 1997     | EP-TPR                                          |
| Ilyushin Il-76 | 6     | 1996        | 2009     | EP-TPZ, EP-TPF, EP-TPV, EP-TPX, EP-TPW y EP-TPU |
| Shaanxi Y-8    | 2     | 2006        | ??       | EP-TPX y EP-TPQ                                 |